# Paul Paton
Paul Paton (Paisley, 18 aprile 1987) è un calciatore nordirlandese, difensore dell'Irvine Meadow XI.

## Carriera

### Club
Ha esordito nella massima serie del campionato scozzese con il Dundee United nella stagione 2013-2014.

### Nazionale
Il 30 maggio 2014 ha esordito con la nazionale nordirlandese nell'amichevole persa per 1-0 contro l'Uruguay.

## Palmarès

### Club

#### Competizioni nazionali
- Scottish First Division: 1

Partick Thistle: 2012-2013